# Naval Strike Missile
Le Naval Strike Missile, ou NSM (en français : « missile d'attaque naval »), est un missile antinavire et d'attaque terrestre, conçu et produit par la compagnie norvégienne Kongsberg Defence & Aerospace (KDA).
Le nom norvégien initial du missile était « Nytt sjømålsmissil » (littéralement « Nouveau missile pour cibles marines »), indiquant qu'il était le successeur du missile Penguin. Le nom anglais de Naval Strike Missile fut par la suite adopté, essentiellement pour des raisons de marketing.

## Développement

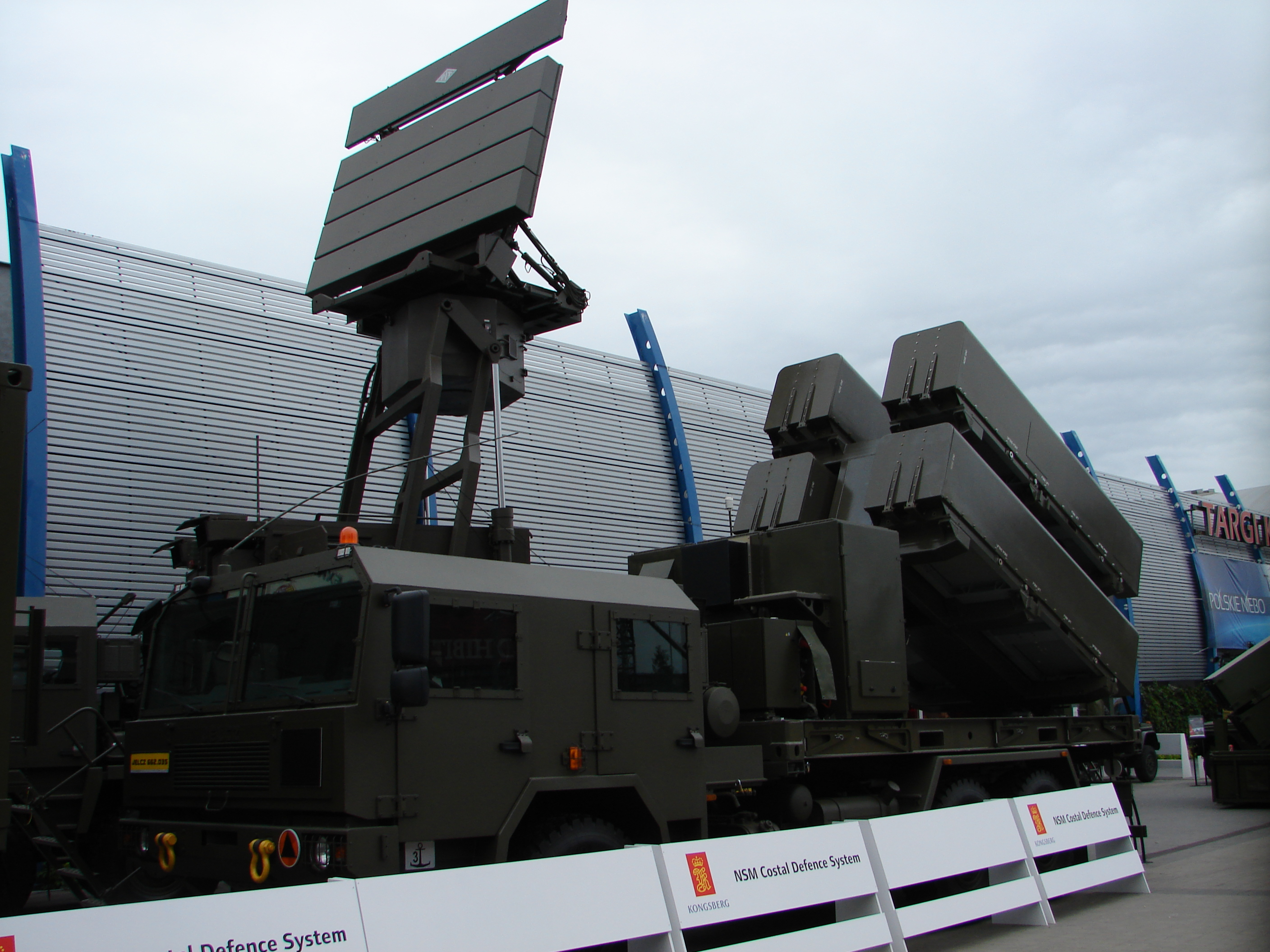
Système NSM de défense côtière de la marine polonaise. Sur la gauche est visible le radar tridimensionnel TRS-15M Odra.

Le contrat initial de production en série du NSM fut signé en juin 2007. Il avait été choisi par la marine royale norvégienne pour ses nouvelles frégates de classe Fridtjof Nansen et ses patrouilleurs de classe Skjold. En décembre 2008, le NSM fut également choisi par la marine polonaise, qui commanda cinquante exemplaires de sa version côtière (dont deux utilisés pour des tests), après des accords passés entre 2008 et 2011. Leur livraison était prévue dans l'intervalle 2013-2016,,.
L'étape finale fut achevée en juin 2011, avec des tests effectués à la base aéronavale américaine Point Mugu. Le 12 avril 2011, le ministre de la Défense norvégien annonça le lancement de la seconde phase du développement. Le 10 octobre 2012, la marine norvégienne tira pour la première fois le NSM, depuis le patrouilleur HNoMS Glimt. Le premier test avec une charge militaire réelle fut effectué le 5 juin 2013, contre la frégate HNoMS Trondheim, un navire de classe Oslo déclassé servant de cible. Le missile fonctionna correctement et le navire fut touché,.
En juin 2013, la Pologne créa la division missile côtière, équipée au début de douze NSM et 23 véhicules sur châssis Jelcz, incluant six lanceurs, deux radars TRS-15C, six véhicules de contrôle et de mise à feu et trois véhicules de commandement. Lorsqu'elle sera à son potentiel maximal, cette unité sera équipée de 48 missiles et de six lanceurs. Une seconde division du même type serait peut-être en cours de planification pour un avenir proche.

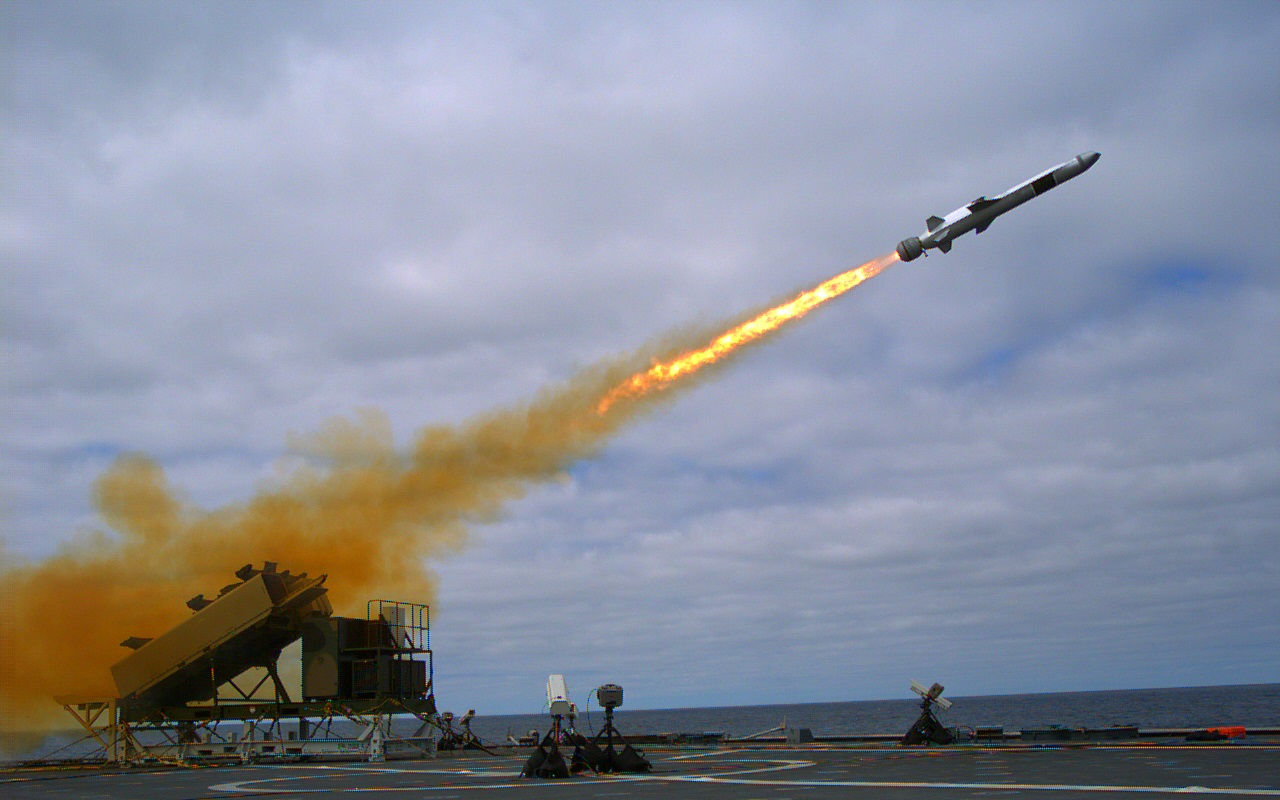
Lancement du NSM depuis l'USS Coronado (LCS-4), en septembre 2014.

Fin juillet 2014, l'US Navy confirma que le NSM qui le nomme RGM-184A serait testé à bord du Littoral combat ship (LCS - navire de combat du littoral) USS Coronado (LCS-4). Bien qu'il n'y ait eu aucune requête concernant ce missile pour les navires de cette classe, la Navy cherchait à évaluer ses capacités, afin de voir si le missile pouvait étendre les capacités antisurface de ses LCS. Le test se déroula avec succès le 24 septembre 2014.
Au cours des exercices militaires RIMPAC 2014, la frégate KNM Fridtjof Nansen effectua un tir réussi du NSM lors d'une opération SINKEX (tir sur un navire-cible). Le missile toucha la cible et explosa comme prévu.
En 2021, il est en cours d'installation sur d'autres LCS et il est prévu qu'il arme les frégates de la future classe Constellation. En juillet 2022, la marine australienne en commande pour sa flotte de surface.
Depuis 2023, le Corps des Marines des États-Unis intègre en unités opérationnelles des batteries mobiles de missiles antinavires. Il s'agit du système Navy-Marine Corps Expeditionary Ship Interdiction System (NMESIS). Il consiste en deux NSM monter sur un Joint Light Tactical Vehicle (JLTV).

## Caractéristiques

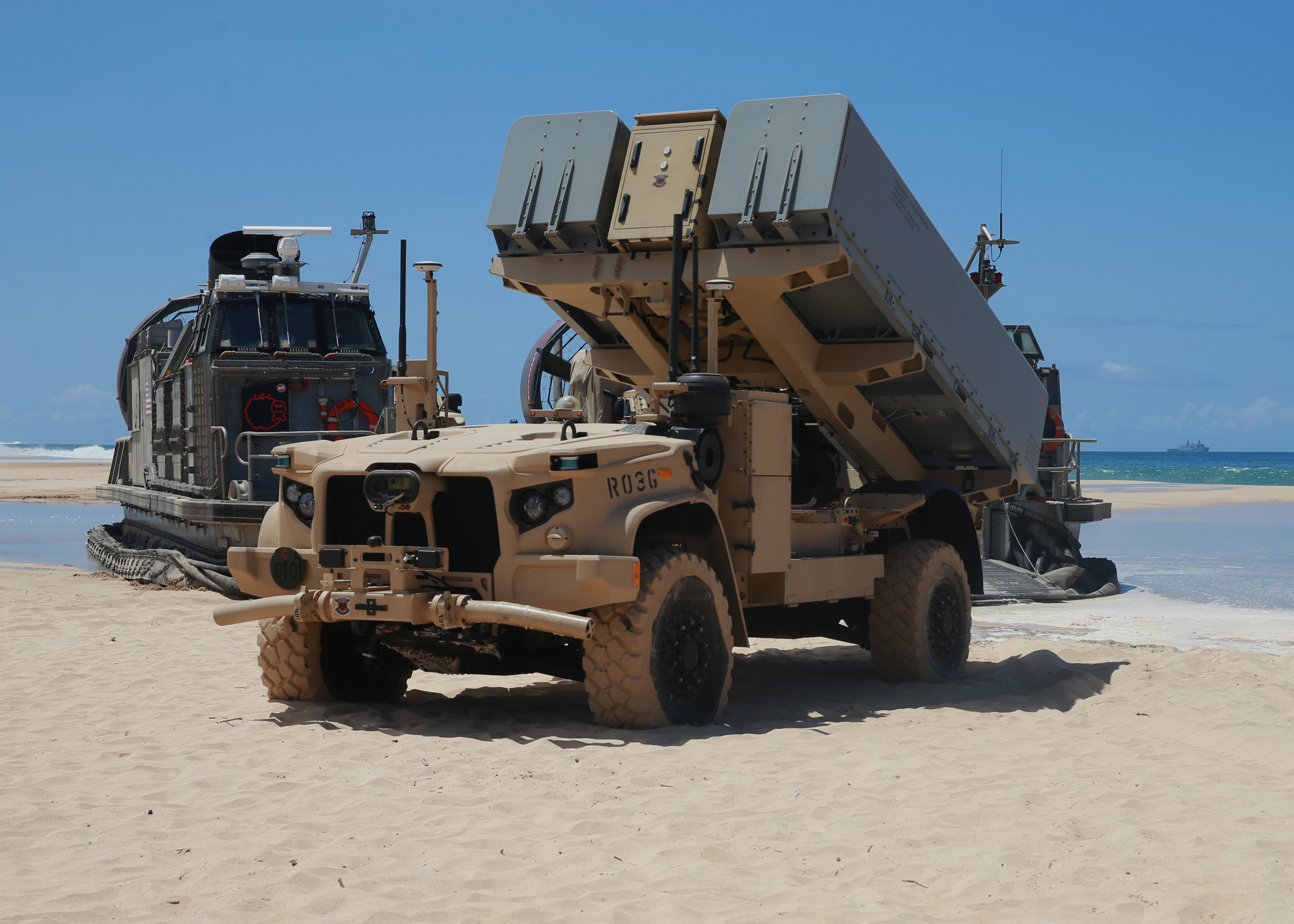
Un lanceur NMESIS de l'USMC à Hawaii en 2021.

La conception moderne et l'emploi de matériaux composites procurent au missile des capacités de furtivité évoluées. Sa masse est légèrement supérieure à 400 kg et sa portée est d'au-moins 185 km (100 nautiques). Il est étudié aussi bien pour les scénarios se déroulant en eaux peu profondes que pour les attaques en pleine mer. Comme son prédécesseur Penguin, le NSM est également capable de survoler et de contourner les éléments du relief, voler au ras des flots et effectuer des manœuvres aléatoires pour tromper les systèmes de défense de sa cible lors de sa phase d'attaque finale. Alors que le Penguin tourne autour de son axe de lacet pour se diriger, le NSM s'incline sur l'aile pour le faire, à la manière d'un avion.
La technologie employée pour la sélection de la cible apporte au NSM des capacités indépendantes évoluées de détection, reconnaissance et discrimination des cibles en mer ou sur les côtes. Ce résultat est rendu possible grâce à la combinaison d'un autodirecteur à imagerie infrarouge et d'une base de données décrivant précisément la cible, intégrée à la mémoire interne du missile. Le NSM est capable de naviguer en se référant au GPS, à la navigation inertielle et en employant un TERCOM.
Après avoir été propulsé dans les airs par un accélérateur à carburant solide, qui est largué après avoir été consumé, le missile est propulsé vers sa cible par un turboréacteur Microturbo TRI 40. Il délivre ensuite sa charge militaire à emplois multiples de 125 kg sur sa cible, en allant l'impacter juste au-dessus de sa ligne de flottaison.

## Joint Strike Missile
Une variante multirôle du NSM est en cours de développement. Ce missile, désigné Joint Strike Missile, sera doté d'options pour l'attaque terrestre et sera également équipé d'une liaison de données bidirectionnelle, lui permettant de communiquer en vol avec la salle d'opérations centrale du navire ou avec d'autres missiles en vol. Il sera intégré au chasseur Lockheed Martin F-35 Lightning II, à la suite d'études montrant qu'il pouvait en emporter deux dans ses soutes à armement.
D'après la firme Kongsberg, ce NSM multirôle serait l'unique missile antinavire pouvant être inséré dans les soutes internes du F-35. Lockheed Martin et Kongsberg ont signé un accord pour cette version aérienne, et son intégration sur le F-35,,. En aout 2024, l'Australie conclut un accord avec Kongsberg afin de construire pour ses besoins propres jusqu’à une centaine de NSM et de JSM par an sur son sol à Newcastle (Australie) dans la seule autre usine au monde en dehors de la Norvège à produire des NSM.
Les modifications apportées au JSM comprennent :
- Modifications du gabarit du missile afin de pouvoir l'emporter dans les baies d'armement du F-35[22],
- Capacités d'engagement de cibles navales ou terrestres,
- Portée améliorée par rapport au NSM, étant désormais de 280 km[23],
- Il sera également équipé d'unités de calcul à processeurs multicœurs Integrity opérant en temps réel, de la société Green Hills Software[24],
- Démarrage de la production en série en 2013.

Kongsberg est également en train d'étudier des méthodes permettant d'adapter le JSM à l'emploi depuis les sous-marins.
Le 15 juillet 2014, Kongsberg et Raytheon ont annoncé qu'ils s'étaient associés afin d'offrir le JSM à l'US Navy pour leurs besoins offensifs antisurface (Offensive Anti-Surface Warfare - OASuW),. Raytheon produira les JSM pour le marché américain.
Le missile a également été proposé à la Corée du Sud et au Japon qui a signé un contrat d'achat en mars 2019 pour équiper les F-35 que ce pays a commandés, et Kongsberg devrait tenter de réaliser des ventes vers d'autres pays ayant acheté le F-35A.
Le missile devrait entrer en service opérationnel vers 2025. Les vols de tests commenceront en 2015 à bord d'un F-16, et le développement devrait théoriquement être terminé vers 2017, avec une capacité opérationnelle initiale (IOC : Initial Operational Capability) prévue pour 2021, en parallèle avec l'apparition du logiciel du F-35 Block 4. Les tests permettant de s'assurer de la possibilité d'emporter le missile de manière externe, ont été effectués sur tous les modèles du F-35. Les vérifications de gabarit pour les soutes internes ont elles été effectuées sur les versions A et C de l'appareil. Les pays employant d'autres chasseurs que le F-35 ont également exprimé un vif intérêt pour le JSM, et des tests de gabarit ont également été effectués sur des F-15 et des F-18. Cependant, l'intégration sur d'autres plateformes ne sera effectuée que si des commandes fermes sont confirmées.

## Opérateurs
[Quand ?]

### Actuels

#### Australie
- Royal Australian Navy[32] (en service depuis 2024[33])
  - Classe Anzac
  - Classe Hobart
  - F-35[21]

#### Norvège
- Marine royale norvégienne[34]
  - Classe Skjold
  - Classe Fridtjof Nansen

#### Pologne
- Marine polonaise
  - Coastal Missile Squadron[35],[36]

#### États-Unis
- U.S. Navy[37]
  - classe Freedom
  - classe Independence
  - classe Constellation[38]
- U.S. Marine Corps[39]

#### Japon
- F-35

### Futurs

#### Canada
- Marine royale canadienne[40]
  - Classe River (en)

#### Allemagne
- Marine allemande[41],[42]
  - Type 212CD[43]

#### Malaisie
- Marine royale malaisienne
  - Classe Maharaja Lela[44]

#### Roumanie
- Marine militaire roumaine
  - Batteries de défense côtière[45]. Livraison estimée, en mai 2021, à partir du 4e trimestre 2024[46] et, en janvier 2023 quand le contrat de 209 millions de dollars est finalement acté, septembre 2028[47]

#### Espagne
- Armada espagnole[48],[49] sur les frégates de Classe F-110 en construction et celles de la Classe Álvaro de Bazán[50]. Ce choix laisse augurer également une intégration dans le nouveau sous-marin de classe S-80 à la place du UGM-84 et du BGM-109 Tomahawk, dans leur version de missile à changement de milieu, encore en développement pour le NSM.